# Marcel Schantl
Marcel Schantl (* 17. August 2000) ist ein österreichischer Fußballspieler.

## Karriere
Schantl begann seine Karriere beim SV St. Johann/Haide. Zur Saison 2009/10 wechselte er in die Jugend des TSV Hartberg. Im August 2016 spielte er erstmals für die Zweitmannschaft der Hartberger in der fünftklassigen Oberliga. Im Juni 2017 debütierte er für die erste Mannschaft von Hartberg in der Regionalliga, als er am 30. Spieltag der Saison 2016/17 gegen den ATSV Stadl-Paura in der Startelf stand und in der Halbzeitpause durch Manuel Pfeifer ersetzt wurde. Zu Saisonende stieg er mit den Steirern in die zweite Liga auf.
Nach dem Aufstieg rückte Schantl fest in den Profikader. In der Saison 2017/18 konnte er mit Hartberg als Vizemeister der zweiten Liga direkt in die Bundesliga durchmarschieren, zu einem Einsatz kam er jedoch nicht. Auch in der Saison 2018/19 konnte er in der Bundesliga kein Spiel absolvieren und kam lediglich für die Amateure zum Einsatz.
Im Juni 2020 debütierte er schließlich in der höchsten Spielklasse, als er am 24. Spieltag der Saison 2019/20 gegen den FC Red Bull Salzburg in der 77. Minute für Jürgen Heil eingewechselt wurde. Nach zwei Bundesligaeinsätzen wurde er zur Saison 2020/21 an den Zweitligisten FC Blau-Weiß Linz verliehen. Für die Oberösterreicher kam er bis zum Ende der Leihe zu 27 Zweitligaeinsätzen, zudem wurde er mit dem Klub Zweitligameister.
Zur Saison 2021/22 kehrte er dann wieder nach Hartberg zurück. Dort kam er in zwei Spielzeiten aber nur sechsmal zum Einsatz im Oberhaus. Nach der Saison 2022/23 verließ er die Steirer und kehrte zum mittlerweile erstklassigen Blau-Weiß Linz zurück, bei dem er einen bis Juni 2026 laufenden Vertrag unterschrieb.